# The Great Adventures of Slick Rick
The Great Adventures of Slick Rick é o álbum de estreia do rapper Slick Rick, lançado em 1 de novembro de 1988 pela Def Jam. Em 1998, o álbum foi selecionado como um dos 100 Melhores Álbuns de Rap pela revista The Source. Em 2012, o álbum foi selecionado pela Slant Magazine como #99 em seus "Melhores Álbuns da Década de 1980". O rapper Nas cita o álbum como um de seus favoritos.
The Great Adventures of Slick Rick esteve no topo das paradas do Top R&B/Hip Hop Albums da Billboard por cinco semanas não consecutivas e chegou ao #31 lugar na Billboard 200. O single "Children's Story" apareceu na trilha sonora dos vídeo games Grand Theft Auto: San Andreas, True Crime: New York City e Tony Hawk's Proving Ground.
Em 2008, "Children's Story" foi classificado na 61 posição entre as 100 Maiores Canções de Hip Hop pela VH1.

## Faixas
| N.º            | Título                         | Produtor(es)               | Duração |  |
| 1.             | "Treat Her Like a Prostitute"  | Slick Rick                 | 3:55    |  |
| 2.             | "The Ruler's Back"             | Jason Mizell               | 5:38    |  |
| 3.             | "Children's Story"             | Slick Rick                 | 4:02    |  |
| 4.             | "The Moment I Feared"          | Eric Sadler, Hank Shocklee | 3:36    |  |
| 5.             | "Let's Get Crazy"              | Eric Sadler, Hank Shocklee | 3:51    |  |
| 6.             | "Indian Girl (An Adult Story)" | Slick Rick                 | 3:17    |  |
| 7.             | "Teenage Love"                 | Eric Sadler, Hank Shocklee | 4:53    |  |
| 8.             | "Mona Lisa"                    | Slick Rick                 | 4:08    |  |
| 9.             | "Kit (What's the Scoop)"       | Eric Sadler, Hank Shocklee | 3:22    |  |
| 10.            | "Hey Young World"              | Slick Rick                 | 4:37    |  |
| 11.            | "Teacher, Teacher"             | Eric Sadler, Hank Shocklee | 5:00    |  |
| 12.            | "Lick the Balls"               | Eric Sadler, Hank Shocklee | 3:56    |  |
| Duração total: | Duração total:                 | Duração total:             | 49:46   |  |